# Усть-Коксинский район
Усть-Ко́ксинский район или аймак (алт. Кöк-Суу аймак) — административно-территориальная единица и муниципальное образование (муниципальный район) в составе Республики Алтай Российской Федерации. Название района в переводе с южно-алтайского: зелёная вода.
Административный центр — село Усть-Кокса.

## География
Расположен в юго-западной части Республики Алтай и входит в горно-степную зону. Площадь территории района: 12 958 км². На территории района расположено 439 озёр. Самые крупные: Тайменье, Мультинские, Кучерлинское имеют значительную длину (2—5 км) и глубину до 30—50 м. На Катунском хребте расположен 391 ледник с общей площадью 245 км².

## История
16 сентября 1924 года на нынешней территории района был образован Уймонский аймак с центром в селе Катанде.
10 апреля 1933 года Уймонский аймак Ойротской автономной области был переименован в Усть-Коксинский, центр аймака был перенесён из в село Усть-Коксу.
В 1963 году аймак ликвидирован, а его территория отошла к Усть-Канскому аймаку, в 1964 году был вновь образован на этот раз Усть-Коксинский район.

## Население
| 1897    | 1916    | 1920    | 1926    | 1933    | 1939    | 1959    | 1970    | 1979    |
| ------- | ------- | ------- | ------- | ------- | ------- | ------- | ------- | ------- |
| 7429    | ↗8780   | ↗10 905 | ↗11 382 | ↗13 706 | ↗18 013 | ↘16 080 | ↗16 423 | ↗16 431 |
| 1989    | 2002    | 2003    | 2004    | 2005    | 2006    | 2007    | 2008    | 2009    |
| ↗16 724 | ↗17 481 | ↘17 437 | ↘17 394 | ↗17 500 | →17 500 | ↘17 400 | ↗17 524 | ↗17 610 |
| 2010    | 2011    | 2012    | 2013    | 2014    | 2015    | 2016    | 2017    | 2018    |
| ↘17 020 | ↗17 063 | →17 063 | ↘16 988 | ↘16 794 | ↘16 585 | ↘16 530 | ↘16 404 | ↘16 317 |
| 2019    | 2020    | 2021    |         |         |         |         |         |         |
| ↘16 145 | ↘16 121 | ↘15 801 |         |         |         |         |         |         |

По данным Всероссийской переписи населения 2021 года: 
| Народ   | Численность, чел. | Доля от всего населения, % |
| ------- | ----------------- | -------------------------- |
| русские | 11 995            | 75,91 %                    |
| алтайцы | 3 247             | 20,55 %                    |
| казахи  | 77                | 0,49 %                     |
| другие  | 482               | 3,05 %                     |
| всего   | 15 801            | 100,00 %                   |

Согласно прогнозу Минэкономразвития России, численность населения будет составлять:
- 2024 — 15,83 тыс. чел.
- 2035 — 14,6 тыс. чел.

## Муниципально-территориальное устройство
В Усть-Коксинском районе 42 населённых пункта в составе 9 сельских поселений:
| № | Сельские поселения                 | Административный центр | Количество населённых пунктов | Население | Площадь, км² |
| - | ---------------------------------- | ---------------------- | ----------------------------- | --------- | ------------ |
| 1 | Амурское сельское поселение        | село Амур              | 5                             | ↗1444     | 1109,00      |
| 2 | Верх-Уймонское сельское поселение  | село Верх-Уймон        | 6                             | ↗2206     | 1669,00      |
| 3 | Горбуновское сельское поселение    | село Горбуново         | 3                             | ↘829      | 38,00        |
| 4 | Карагайское сельское поселение     | село Карагай           | 3                             | ↘707      | 808,54       |
| 5 | Катандинское сельское поселение    | село Катанда           | 3                             | ↘1313     | 3983,00      |
| 6 | Огнёвское сельское поселение       | село Огнёвка           | 5                             | ↘1237     | 1925,00      |
| 7 | Талдинское сельское поселение      | село Талда             | 3                             | ↘1144     | 802,00       |
| 8 | Усть-Коксинское сельское поселение | село Усть-Кокса        | 8                             | ↗5836     | 1739,00      |
| 9 | Чендекское сельское поселение      | село Чендек            | 6                             | ↘1085     | 870,00       |

| №  | Населённый пункт | Тип     | Население | Муниципальное образование          |
| -- | ---------------- | ------- | --------- | ---------------------------------- |
| 1  | Абай             | село    | ↘362      | Амурское сельское поселение        |
| 2  | Ак-Коба          | посёлок | ↘50       | Чендекское сельское поселение      |
| 3  | Амур             | село    | ↘763      | Амурское сельское поселение        |
| 4  | Банное           | село    | ↗332      | Карагайское сельское поселение     |
| 5  | Баштала          | село    | ↗454      | Усть-Коксинское сельское поселение |
| 6  | Берёзовка        | посёлок | ↘246      | Огнёвское сельское поселение       |
| 7  | Верх-Уймон       | село    | ↘562      | Верх-Уймонское сельское поселение  |
| 8  | Власьево         | село    | ↘11       | Усть-Коксинское сельское поселение |
| 9  | Гагарка          | посёлок | ↘223      | Верх-Уймонское сельское поселение  |
| 10 | Горбуново        | село    | ↘296      | Горбуновское сельское поселение    |
| 11 | Замульта         | посёлок | ↘212      | Верх-Уймонское сельское поселение  |
| 12 | Кайтанак         | село    | ↘337      | Огнёвское сельское поселение       |
| 13 | Карагай          | село    | ↘446      | Карагайское сельское поселение     |
| 14 | Кастахта         | село    | ↗137      | Усть-Коксинское сельское поселение |
| 15 | Катанда          | село    | ↘905      | Катандинское сельское поселение    |
| 16 | Красноярка       | посёлок | ↗61       | Амурское сельское поселение        |
| 17 | Красноярка       | посёлок | ↘1        | Усть-Коксинское сельское поселение |
| 18 | Курдюм           | село    | ↘37       | Карагайское сельское поселение     |
| 19 | Курунда          | посёлок | ↗216      | Усть-Коксинское сельское поселение |
| 20 | Кучерла          | посёлок | ↗185      | Катандинское сельское поселение    |
| 21 | Мараловодка      | посёлок | ↗232      | Огнёвское сельское поселение       |
| 22 | Маральник-1      | посёлок | ↗56       | Верх-Уймонское сельское поселение  |
| 23 | Маральник-2      | посёлок | →8        | Чендекское сельское поселение      |
| 24 | Маргала          | посёлок | ↘122      | Чендекское сельское поселение      |
| 25 | Мульта           | село    | ↘704      | Верх-Уймонское сельское поселение  |
| 26 | Нижний Уймон     | село    | ↘165      | Чендекское сельское поселение      |
| 27 | Огнёвка          | село    | ↘634      | Огнёвское сельское поселение       |
| 28 | Октябрьское      | посёлок | ↘252      | Горбуновское сельское поселение    |
| 29 | Полеводка        | посёлок | ↗83       | Чендекское сельское поселение      |
| 30 | Сахсабай         | посёлок | ↘17       | Огнёвское сельское поселение       |
| 31 | Синий Яр         | село    | →6        | Усть-Коксинское сельское поселение |
| 32 | Соузар           | посёлок | ↗25       | Талдинское сельское поселение      |
| 33 | Сугаш            | село    | ↘521      | Талдинское сельское поселение      |
| 34 | Талда            | село    | ↘706      | Талдинское сельское поселение      |
| 35 | Теректа          | посёлок | ↗435      | Горбуновское сельское поселение    |
| 36 | Тихонькая        | село    | ↗439      | Верх-Уймонское сельское поселение  |
| 37 | Тюгурюк          | посёлок | →334      | Усть-Коксинское сельское поселение |
| 38 | Тюнгур           | село    | ↘348      | Катандинское сельское поселение    |
| 39 | Улужай (посёлок) | посёлок | →0        | Амурское сельское поселение        |
| 40 | Усть-Кокса       | село    | ↗4437     | Усть-Коксинское сельское поселение |
| 41 | Чендек           | село    | ↘870      | Чендекское сельское поселение      |
| 42 | Юстик            | село    | ↗300      | Амурское сельское поселение        |

## Экономика

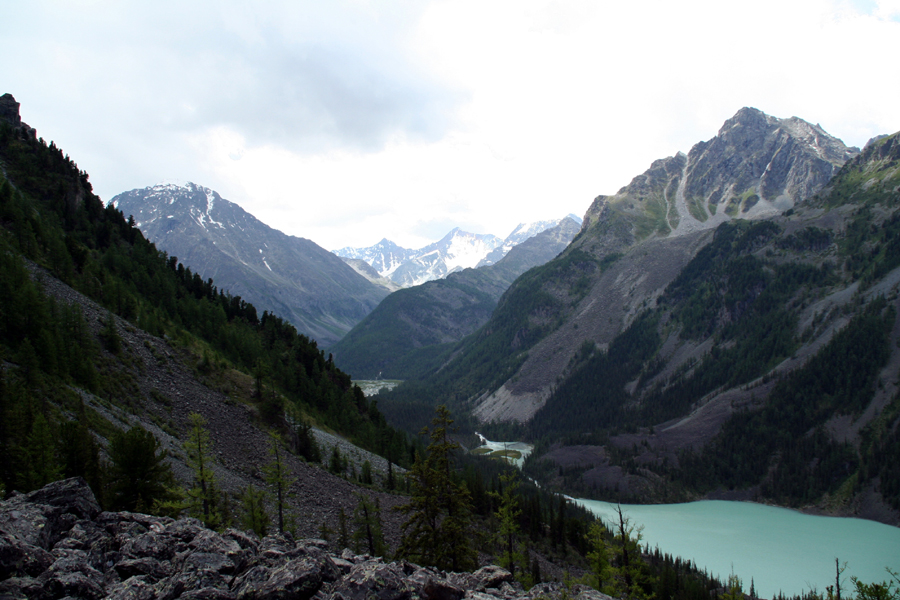
Кучерлинское озеро

Основные виды экономики в районе: лесозаготовка, деревопереработка, пантовое мараловодство, мясомолочное скотоводство, козоводство, овцеводство, коневодство, пчеловодство, производство продовольственного зерна, сбор лекарственно-технического сырья.
В районе развито сельское хозяйство. По надою молока, производству масла и сыра, валовому сбору зерна, по производству пантов (до 13 тонн в консервированном виде) район ежегодно находится на первом месте в республике.
В районе развивается туризм, обсуждается становление охотничьего туризма, альпинизма, а также туризма, связанного со сбором лекарственных растений.

## Пограничная зона
Усть-Коксинский район является приграничной территорией, а часть его входит в пограничную зону. Таким образом, пограничники имеют право проверять у путешественников документы (паспорта с регистрацией в любой точке России, загранпаспорта с отметкой о въезде в Россию у иностранцев) на всей территории этого приграничного района, но пропуска (либо их заменяющие командировки, путёвки в базы отдыха и т. п.) имеют право требовать только на территории, объявленной пограничной зоной.
В соответствии с приказом ФСБ РФ от 16 июня 2006 г. № 282 «О пределах пограничной зоны на территории Республики Алтай», погранзона в Усть-Коксинском районе образована на всей территории сельских поселений: Карагайского, Амурского, Усть-Коксинского, Огнёвского, Катандинского, Талдинского, Верх-Уймонского. Таким образом, территории Горбуновского и Чендекского сельских поселений открыты для свободного посещения путешественниками без пропусков.

## Достопримечательности
На границе Усть-Коксинского, Кош-Агачского районов и Республики Казахстан расположена гора Белуха (4506 м.), самая высокая горная вершина в Сибири. Из многочисленных ледников горы берёт своё начало река Катунь, воспетая как в древних сказаниях, так и в современных стихах и песнях. 10 июня 1997 года в целях сохранения природного наследия и гармонизации хозяйственно-культурной деятельности на территории района создано государственное учреждение Республики Алтай «Природный парк „Белуха“».
Мультинские озера — каскад трёх озёр, который находится в западной части Катунского хребта, в Усть-Коксинском районе Горного Алтая. Эту систему озёр соединяет река Мульта, которая вытекает из Верхнего Мультинского озера и связывает Среднее и Нижнее Мультинские озера. Происхождение озёр — моренно-подпрудное. Древние ледники прорыли довольно глубокую котловину Верхнего Мультинского озера, долину реки Мульты. При своём продвижении ледники тащили с собой каменные глыбы, морену, которая после их остановки и отступления явилась запрудой для реки Мульты. Так и образовались Мультинские озера.
Природный биосферный заповедник «Катунский»
Гора Красная — интересный и, во многих отношениях, особенный природный объект. Не входящая в состав какого-либо хребта, она представляет собой отдельно стоящий массив, сложенный породами вулканического происхождения, довольно редко встречающимися в Усть-Коксинском районе. По горе и её окрестностям рассыпано несколько небольших, но очень красивых озёр, расположенных, по предположению, в кратерах древнего вулкана. Несмотря на небольшую высоту Красной горы, на её склонах круглый год не тают снежники, питающие речку Бирюксу. Окрестности горы, как и весь район, изобилуют медоносами, лекарственными растениями. Подножие укрывает лес из лиственниц и вековых кедров, обрамляющий расположенное там Первое озеро. На его восточном берегу начинается тропа, ведущая на вершину.
Уймонская долина — межгорная котловина между Теректинским и Катунским хребтом Алтайских гор. Находится в Усть-Коксинском районе, с административным центром поселением Усть-Кокса. Длина долины 35 км и максимальная ширина 15 км, находится на высоте 1000 м над уровнем моря. Путешествие по Уймонской долине привлекает, прежде всего, любителей познавательного туризма, людей, интересующихся историей и этнографией.
Из археологических памятников в районе есть наскальные рисунки на правом берегу реки Кучерла («Кучерлинская писаница»), раскопанные курганы, «каменная баба» в 20 км от Тюнгура вниз по Катуни. Культурный туризм в этом районе включает маршрут по старообрядческим сёлам Уймонской долины: Мульта, Тихонькая, Верхний Уймон, Гагарка. Здесь есть действующие церкви русских-старообрядцев, переселившихся на эти земли в конце XVIII века. В селе Верхний Уймон находится небольшой музей старообрядчества, в котором представлены предметы быта, посуда, старые книги и другие интересные экспонаты, собранные энтузиастами.
В районе действуют церкви русских старообрядцев, переселившихся на эти земли в конце XVIII века. В частности, в с. Замульта действует старообрядческая церковь пророка Илии (РПСЦ).

### Туризм
В Усть-Коксинском районе есть перспективы для развития рафтинга, фрирайда на Теректинском хребте, познавательного туризма, охотничьего и рыболовного туризма, альпинизма, туризма связанного со сбором лекарственных трав и просто экскурсионного туризма.
На базах Усть-Коксинского района можно отдохнуть, записаться на сплав по Катуни, Коксе, Бирюксе, Тюгурюку. Есть возможность принять оздоровительные пантовые ванны.
В Усть-Коксинском районе активно развивается зимний туризм. Многие туристические базы переходят на круглогодичный режим работы с возможностью посещения Мультинских озёр, Ак-Кемского озера и других достопримечательностей в зимнее время года. В феврале 2019 года в Усть-Коксинском районе впервые состоялся фестиваль зимних технических видов спорта «Горячий снег». Символом фестиваля стала кабарга — животное, занесённое в красную книгу.